# ОШ „Димитрије Туцовић” ИО Јабланица
ОШ „Димитрије Туцовић” ИО Јабланица, насељеном месту на територији општине Чајетина, основана је 1919. године.

## Историја школе
Све до 1919. године, ученици су из Јабланице пешачили и по петнаест километара, одлазећи на наставу у школу у Доброселици. Заузимањем неколицине напредних мештана, исте године је почела са радом школа у малој, тек саграђеној брвнари. У почетку простора је било довољно, али како се сваке године број ђака повећавао, јавиле су се потребе за новом школском зградом, која је и подигнута 1934. године. Школа је радила као самосталана просветна установа без физички издвојених одељења. Школске 1968/1969. године, имала је осам одељења са укупно 254 ученика. Овај број се убрзо почео смањивати, па је јабланичка школа доживела судбину већине златиборских просветних установа. Због тога се школски колектив, на референдуму одржаном 27. августа 1979. године, изјаснио да јабланичка школа уђе у састав ОШ „Димитрије Туцовић” у Чајетини, као њено издвојено одељење, што је 4. фебруара 1980. године и званично потврђено. Школска зграда је у фебруару 1999. године изгорела у пожару, али настава се није прекидала, већ се одржавала, све до завршетка адаптације зграде 2000. године, у просторијама месне заједнице и земљорадничке задруге.

## Зграда школе
За брвнару која је од 1919. до 1934. године, служила као школа нема података о димензијама и изгледу. Од 1934. до 1969. године нова плански зидана приземна школска зграда са две учионице, ђачком трпезаријом, канцеларијом и станом за учитеља.
Године 1969. стара школска зграда је, по пројекту инж. Недељка Бакића, адаптирана и проширена доградњом спрата. У фебруару 1999. године школска зграда је изгорела у пожару. Адаптирана је до почетка школске 2000/01. године, тако да је данас то репрезентативна двоспратна грађевина са новим и функционалним учионицама, опремљеним савременим намештајем и покривена [[цреп]ом.